# Eduard Gasset i Matheu
Eduard Gasset i Matheu (Tarragona, 10 de juny de 1831- Barcelona, 9 de maig de 1893) fou un empresari i polític català, diputat a les Corts Espanyoles durant el sexenni revolucionari (1868-1874) i la restauració borbònica següent.
Fill de Jaume Gasset i Ribé nascut a Puigpelat i de Rosa Matheu del Pont d'Armentera. Fou president de la Sociedad de Crédito y Docks. Fou diputat a les Corts Espanyoles pel districte de Valls el 1859-1863 i pel de Tarragona el 1863-1866. Fou president de la diputació de Lleida el 1865-1866. Després de la restauració borbònica va aproximar-se al Partit Liberal Conservador, amb el que fou elegit diputat pel districte de Gandesa a les eleccions generals espanyoles de 1876. El 1878 formà part d'una comissió de diputats catalans per a atendre les reclamacions dels naviliers.
Mor solter a Barcelona al carrer Passeig de Gràcia, 101.